# Norfolktravare
Norfolktravaren är en numera utdöd hästras som användes flitigt till att förbättra olika raser runt om i Europa och även Nordamerika. De ligger i grunden för nästan alla de främsta körhästarna i världen och framför allt användes de i utvecklingen av travhästar.

## Historia
Norfolktravaren var Englands stolthet under 1800-talet. Störst influens på Norfolktravaren hade bland annat ett engelskt fullblod kallat Messenger som levde på 1700-talet, och som även var stamfaderna till den amerikanska travaren. Även hingsten Shales hade ett mycket stort inflytande på Norfolktravaren. Shales föddes 1755 efter galopphästen Flying Childers och var även stamhingst till Shaleshästen och Hackneyhästen. 
Dock har begreppet Norfolktravare funnits sedan 1400-talet. Redan 1542 beordrade den engelska kungen Henrik VIII att de rika skulle hålla sig med ett visst antal "Trotter-hingstar". Då rasen var väl etablerad i just området runt Norfolk så blev rasen känd som Norfolktravare, eller även Norfolk Roadster. 
De två raserna Engelskt fullblod och Norfolktravare utvecklades nästan samtidigt under 1600-talet och 1700-talet. De gick sen skilda vägar då de fick helt skilda användningsområden. Det engelska fullblodet blev överklassens galopphäst medan travaren blev landsbygdens körhäst. De behövde en häst som man kunde både köra och rida vid behov. Traven var den idealiska gångarten och Norfolk Roadstern var mest utmärkande med denna gångart, som rasen var mycket snabb i. Norfolktravaren blev godkänd som egen ras år 1750. Norfolktravaren var även mycket nära släkt med Yorkshirecoachhästen, som var en lite annorlunda typ av samma ras, fast avlades främst i norra Yorkshire. 
Man visade sina Norfolkhästar stor aktning och visade upp dem i olika tävlingar, bland annat en tidig form av monté, ett slags travlopp fast hästarna reds istället för att köras och rasen satte några enastående rekord under den här tiden. Även om det är ovanligt nu så reds många hästar över 10 mil varje dag. Norfolk roadstern fortsatte glänsa när vägarna förbättrades. Men rasen skulle så småningom ersättas med sina ättlingar Hackneyhästarna men de få exemplar som fanns kvar, ägdes av lord Ashton på Irland. Han bevarade rasen på sitt stuteri Woodlawn i Cork ända fram till 1941 då rasen helt dog ut, mycket på att mekaniseringen hade gjort körhästar överflödiga.

## Egenskaper
Norfolktravare är numera utdöd men trots det så finns deras blod i nästan alla Europas varmblodsraser och Hackneyhästen eller Shaleshästen anses vara de hästraser som bär på mest arv från Norfolktravaren. 
Det finns inga foton på Norfolktravaren men de målningar och teckningar som finns på Norfolktravare visar en häst av Cobtyp med en mycket snabb och vägvinnande trav och väldigt korta ben till den långa kroppen. Exteriören bör ha varit ganska smal, men hästarna som var utmärkta körhästar var nog starka och uthålliga. De användes i nästan alla avel av körhästar både i och utanför Europa. 